# 色丹村
色丹村（日语：／ Shikotan mura */?）位於北方四島（南千島群島）色丹島。過去曾經為日本領土，但在1945年二次大戰後遭蘇聯佔領，現實際上為俄羅斯所統治，行政區劃屬於遠東聯邦管區萨哈林州。但因日本至今仍然主張擁有主權，故在北海道根室振兴局下仍設有此行政區劃的建制，但並無任何實際上的運作。
村名來源於阿伊努語中的「大村」（si-kotan）。
西側為齒舞群島的多樂島。主要村落為斜古丹（Малокурильск，俄文意思為小千島的城鎮）和穴澗（Крабозаводск，俄文意思為螃蟹工廠的城鎮）。穴澗有設有日本漁船員的收容所。

## 沿革
- 1855年： 從花咲郡分割獨立設置為斜古丹村。
- 1923年4月1日：斜古丹村成為北海道二級村。[1]

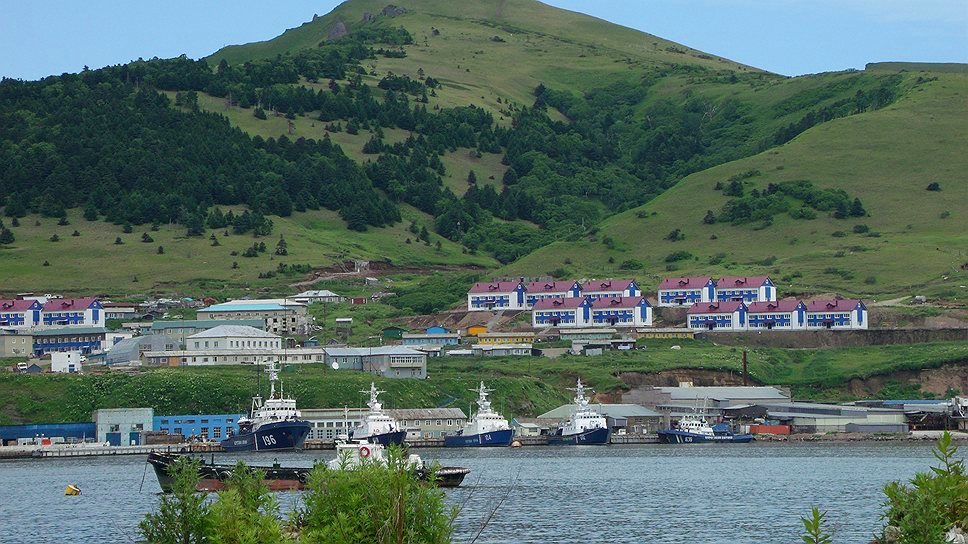
色丹村中最大聚落斜古丹的現況

- 1933年10月：改名為色丹村。
- 1945年9月：被蘇聯佔領。